# Wild Rose (filme)
Wild Rose (br: As Loucuras de Rose) é um filme de drama musical britânico de 2018 dirigido por Tom Harper e estrelado por Jessie Buckley, Julie Walters, Sophie Okonedo, Jamie Sives, Craig Parkinson, James Harkness, Janey Godley, Daisy Littlefeld, Ryan Kerr, Adam Mitchell e Nicole Kerr. O roteiro foi escrito por Nicole Taylor.
O filme teve sua estreia mundial no Festival Internacional de Cinema de Toronto em 8 de setembro de 2018 e foi lançado em 12 de abril de 2019, pela Entertainment One no Reino Unido.
O filme recebeu críticas positivas, com Buckley recebendo uma indicação ao prêmio BAFTA de melhor atriz em cinema por sua atuação.

## Elenco
- Jessie Buckley como Rose-Lynn Harlan
- Julie Walters como Marion
- Sophie Okonedo como Susannah
- Jamie Sives como Sam
- Craig Parkinson como Alan
- James Harkness como Elliot
- Janey Godley como Barmaid
- Daisy Littlefeld como Wynonna
- Adam Mitchell como Lyle
- Ryan Kerr como Rory
- Nicole Kerr como Nell

O filme também apresenta participações especiais de Kacey Musgraves, Ashley McBryde e Bob Harris.